# Draft NFL 1970
Il Draft NFL 1970 si è tenuto dal 27 al 28 gennaio 1970.

## Primo giro
|  | = Pro Bowler |  | = Hall of Famer |

| Scelta # | Squadra                                       | Giocatore               | Ruolo            | College                |
| -------- | --------------------------------------------- | ----------------------- | ---------------- | ---------------------- |
| 1        | Pittsburgh Steelers                           | Terry Bradshaw          | Quarterback      | Louisiana Tech         |
| 2        | Green Bay Packers (Dai Chicago Bears)         | Mike McCoy              | Defensive tackle | Notre Dame             |
| 3        | Cleveland Browns (Dai Miami Dolphins)         | Mike Phipps             | Quarterback      | Purdue                 |
| 4        | Boston Patriots                               | Phil Olsen              | Defensive Tackle | Utah State             |
| 5        | Buffalo Bills                                 | Al Cowlings             | Defensive end    | USC                    |
| 6        | Philadelphia Eagles                           | Steve Zabel             | Tight end        | Oklahoma               |
| 7        | Cincinnati Bengals                            | Mike Reid               | Defensive Tackle | Penn State             |
| 8        | St. Louis Cardinals                           | Larry Stegent           | Running back     | Texas A&M              |
| 9        | San Francisco 49ers                           | Cedric Hardman          | Defensive End    | North Texas State      |
| 10       | New Orleans Saints                            | Ken Burrough            | Wide receiver    | Texas Southern         |
| 11       | Denver Broncos                                | Bobby Anderson          | Running Back     | Colorado               |
| 12       | Atlanta Falcons                               | John Small              | Linebacker       | The Citadel            |
| 13       | New York Giants                               | Jim Files               | Linebacker       | Oklahoma               |
| 14       | Houston Oilers                                | Doug Wilkerson          | Guard            | North Carolina Central |
| 15       | San Diego Chargers                            | Walker Gillette         | Wide Receiver    | Richmond               |
| 16       | Green Bay Packers                             | Rich McGeorge           | Tight End        | Elon                   |
| 17       | San Francisco 49ers (Dai Washington Redskins) | Bruce Taylor            | Cornerback       | Boston University      |
| 18       | Baltimore Colts                               | Norm Bulaich            | Running Back     | Texas Christian        |
| 19       | Detroit Lions                                 | Steve Owens             | Running Back     | Oklahoma               |
| 20       | New York Jets                                 | Steve Tannen            | Defensive Back   | Florida                |
| 21       | Cleveland Browns                              | Bob McKay               | Offensive tackle | Texas                  |
| 22       | Los Angeles Rams                              | Jack "Hacksaw" Reynolds | Linebacker       | Tennessee              |
| 23       | Dallas Cowboys                                | Duane Thomas            | Running Back     | West Texas State       |
| 24       | Oakland Raiders                               | Raymond Chester         | Tight End        | Morgan State           |
| 25       | Minnesota Vikings                             | John Ward               | Offensive Tackle | Oklahoma State         |
| 26       | Kansas City Chiefs                            | Sid Smith               | Offensive Tackle | USC                    |

## Hall of Fame
All'annata 2013, tre giocatori della classe del Draft 1970 sono stati inseriti nella Pro Football Hall of Fame:
- Terry Bradshaw, dalla Louisiana Tech University scelto come primo assoluto dai Pittsburgh Steelers.

Induzione: Professional Football Hall of Fame, classe del 1989.
- Mel Blount, cornerback da Southern scelto nel terzo giro come 53° dai Pittsburgh Steelers.

Induzione: Professional Football Hall of Fame, classe del 1989
- Jim Langer, Offensive Lineman da South Dakota State, non scelto nel draft, firmò come free agent coi Miami Dolphins.

Induzione: Professional Football Hall of Fame, classe del 1987.